# Francesca Marciano
Francesca Marciano (Roma, 17 de juliol de 1955) és una escriptora, actriu i directora de cinema italiana. Amb Maledetto il giorno che t'ho incontrato, dirigida per Carlo Verdone, el 1993 va guanyar un David di Donatello al millor argument. El 2003 va guanyar el Premi Rapallo Carige per Casa Rossa el 2003.

## Cinematografia
Va començar la seva carrera cinematogràfica per casualitat, escollida per Lina Wertmüller per a un paper a la seva pel·lícula Pasqualino, després la va continuar amb Pupi Avati (La casa dalle finestre che ridono i Tutti defunti... tranne i morti).
Va abandonar ràpidament la seva professió d'actriu per dedicar-se a la direcció i l'escriptura. Es va traslladar a Nova York el 1977 on va estudiar a l'Actors Studio de Lee Strasberg. Hi va viure fins al 1983, treballant primer com a ajudant de direcció, després com a ajudant de Lionel Rogosin, director independent, autor de pel·lícules inspirades en el neorealisme italià. És productora independent de la Rai Corporation i produeix programes. També continua sent guionista

## Escriptora
Va publicar la seva primera novel·la el 1998. La primera, Rules of The Wild té lloc a Kenya on va viure durant anys.
Escriu les seves novel·les primer en anglès i les tradueix a l'italià

## Filmografia

### Actriu
- Pasqualino Settebellezze, dirigida per Lina Wertmüller (1975)
- La casa dalle finestre che ridono, dirigida per Pupi Avati (1976)
- Tutti defunti... tranne i morti, dirigida per Pupi Avati (1977)
- Il ritorno di Casanova, dirigida per Pasquale Festa Campanile (1980)

### Directora
- Lontano da dove, co-dirigida per Stefania Casini (1983)
- Sirena, episodi de Provvisorio quasi d'amore (1988)
- ll racconto del leone (1998) – documental

### Guionista
- Lontano da dove, dirigida per Francesca Marciano i Stefania Casini (1983)
- Turné, dirigida per Gabriele Salvatores (1990)
- A Ilha, dirigida per Joaquim Leitão (1990)
- Maledetto il giorno che t'ho incontrato, dirigida per Carlo Verdone (1992)
- Perdiamoci di vista, dirigida per Carlo Verdone (1994)
- Sono pazzo di Iris Blond, dirigida per Carlo Verdone (1996)
- Ritorno a casa Gori, dirigida per Alessandro Benvenuti (1996)
- Un paradiso di bugie, dirigida per Stefania Casini (1996)
- La mia generazione, dirigida per Wilma Labate (1996)
- Io non ho paura, dirigida per Gabriele Salvatores (2003)
- L'amore è eterno finché dura, dirigida per Carlo Verdone (2004)
- La bestia nel cuore, dirigida per Cristina Comencini (2005)
- Signorina Effe, dirigida per Wilma Labate – soggetto (2007)
- Alza la testa, dirigida per Alessandro Angelini (2009)
- Io, loro e Lara, dirigida per Carlo Verdone (2010)
- La scuola è finita, dirigida per Valerio Jalongo (2010)
- Io e te, dirigida per Bernardo Bertolucci (2012)
- Viaggio sola, dirigida per Maria Sole Tognazzi (2013)
- Miele, dirigida per Valeria Golino (2013)
- Io e lei, dirigida per Maria Sole Tognazzi (2015)
- Pericle il nero, dirigida per Stefano Mordini (2016)
- Di padre in figlia, dirigida per Riccardo Milani (2017)
- Il miracolo – serie TV (2018)
- Euforia, dirigida per Valeria Golino (2018)
- Lasciami andare, dirigida per Stefano Mordini (2020)

## Reconeixements
- David di Donatello
  - David di Donatello – Millor argument per Maledetto il giorno che t'ho incontrato (1992)

- Nastro d'argento
  - Nastro d'argento – Millor guió per Io, loro e Lara (2010)
  - Nastro d'argento Millor argument per Io e lei (2013)
  - Nastro d'argento per Viaggio Sola (2013)
  - Nastro d'argento – Millor guió per Io e lei (2016)

- Ciak d'oro
  - Ciak d'oro – Millor argument per Io non ho paura (2003)[9]
- Diamanti al cinema – Millor argument per Io non ho paura (2003)
- Premi 35mm – Millor argument per La bestia nel cuore (2006)
- Premi Fice millor guió per Miele (2013)
- Premi Fice per millor guió per Io e te (2013)

## Llibres
- Rules Of the Wild, 1998, Pantheon, New York, ISBN 978-0-375-70343-0 (Cielo Scoperto, Mondadori)
- Casa Rossa, 2002, Pantheon, New York, ISBN 978-0-375-72637-8 (Casa Rossa, Longanesi)
- The End of Manners, 2007, Pantheon, New York, ISBN 978-0-307-38674-8 (La fine delle buone maniere, Longanesi)
- The Other Language, 2014, New York, ISBN 978-0-307-90836-0 (Isola grande Isola piccola, Bompiani)
- Animal spirit, 2021, ISBN 978-8-804-73597-7, Mondadori)